# Lobelia decurrens
Lobelia decurrens är en klockväxtart som beskrevs av Antonio José Cavanilles. Lobelia decurrens ingår i släktet lobelior, och familjen klockväxter.
Artens utbredningsområde är Peru.

## Underarter
Arten delas in i följande underarter:
- L. d. decurrens
- L. d. parviflora